# 東部軍 (日本軍)
東部軍（とうぶぐん）は、大日本帝国陸軍の軍の一つ。東部防衛司令部として発足し東日本を管轄区域とする東部軍司令部が軍管区内の軍隊を指揮・統率した。1945年（昭和20年）2月11日、新編された第12方面軍の指揮権発動により廃止された。
現在の陸上自衛隊東部方面隊及び東北方面隊に相当する。

## 沿革
1935年（昭和10年）8月、内地（北海道および樺太を除く）を東部（東日本）・中部（中部近畿）・西部（中国四国九州）の三つの区域に分け、それぞれの区域に防空計画官衙としての防衛司令部が新設され、東部防衛司令部は東京警備司令部が兼ね、中部防衛司令部は第4師団司令部が、西部防衛司令部は第12師団司令部が兼ねた。そして1937年（昭和12年）12月に東京警備司令部を廃止、防衛司令部の編制を官衙から軍隊に改め、防衛（防空のこと）および警備に関し管区内の軍隊を指揮し官衙・学校を区処し得るものとし、さらに1940年（昭和15年）8月には東部・中部・西部の各防衛司令部を東部・中部・西部軍司令部に改称し、指揮のみでなく統率もするものとした。また同年12月新たに樺太・北海道・青森県・岩手県・秋田県・山形県を管轄する北部軍司令部を設けた。
なお、1941年（昭和16年）7月、これらの軍司令部を広域防衛の見地から一元指揮する為に防衛総司令部を置き、1944年（昭和19年）に指揮のみでなく統率もするものとしたが、1945年（昭和20年）には、第1総軍・第2総軍に改編し完全な統率機関とした。（ただし、北部軍については1943年（昭和18年）北方軍に、1944年（昭和19年）第5方面軍に改編、第1総軍や第2総軍とは別の体系とした。）

## 司令部人事

### 歴代司令官
東部防衛司令官
- (兼) 西義一 大将：1935年（昭和10年）8月1日[1] - 1935年（昭和10年）12月2日（本職:東京警備司令官[1]）
- 香椎浩平 中将：1935年（昭和10年）12月2日 - 1936年（昭和11年）4月2日（兼東京警備司令官）
- 岩越恒一 中将：1936年（昭和11年）4月2日 - 1937年（昭和12年）8月2日（兼東京警備司令官）
- 中村孝太郎 中将：1937年（昭和12年）8月2日 - 1937年（昭和12年）11月30日（兼東京警備司令官）
- 中村孝太郎 中将：1937年（昭和12年）11月30日 - 1938年（昭和13年）6月23日
- 川岸文三郎 中将：1938年（昭和13年）6月23日 - 1939年（昭和14年）12月1日
- 稲葉四郎 中将：1939年（昭和14年）12月1日 - 1940年（昭和15年）8月1日（東部軍に改称）

東部軍司令官
- 稲葉四郎 中将：1940年（昭和15年）8月1日 - 1941年（昭和16年）10月15日
- 田中静壱 中将：1941年（昭和16年）10月15日 - 1941年（昭和16年）12月24日
- 中村孝太郎 大将：1941年（昭和16年）12月24日 - 1943年（昭和18年）5月1日
- 土肥原賢二 大将：1943年（昭和18年）5月1日 - 1944年（昭和19年）3月22日
- 藤江恵輔 大将：1944年（昭和19年）3月22日 - 1945年（昭和20年）2月1日[2]（廃止）

### 歴代参謀長
東部防衛参謀長
- (兼) 安井藤治 少将：1935年（昭和10年）8月1日[1] - 1937年（昭和12年）8月2日（本職:東京警備参謀長[1]）
- 吉本貞一 少将：1937年（昭和12年）8月2日 - 1937年（昭和12年）11月30日（兼東京警備参謀長）
- 吉本貞一 少将：1937年（昭和12年）11月30日 - 1938年（昭和13年）6月20日
- 中井良太郎 少将：1938年（昭和13年）7月15日- 1939年（昭和14年）3月9日
- 西村琢磨 少将：1939年（昭和14年）3月9日 - 1940年（昭和15年）8月1日（東部軍に改称）

東部軍参謀長
- 西村琢磨 少将：1940年（昭和15年）8月1日 - 1940年（昭和15年）9月5日
- 諫山春樹 少将：1940年（昭和15年）9月5日 - 1941年（昭和16年）6月28日
- 北島卓美 少将：1941年（昭和16年）6月28日 - 1942年（昭和17年）9月29日
- 辰巳栄一 少将：1942年（昭和17年）9月30日 - 1945年（昭和20年）2月1日[2]（廃止）

### 歴代参謀副長
東部軍参謀副長
- 白銀重二 少将：1944年（昭和19年）3月6日 - 1944年（昭和19年）5月10日
- 高嶋辰彦 少将：1944年（昭和19年）5月10日 - 1945年（昭和20年）2月1日[2]（廃止）

### 歴代経理部長
東部軍経理部長
- 青木諭吉 主計少将：1940年（昭和15年）8月1日 - 1941年（昭和16年）11月6日[3]
- 渦川正義 主計中将：1941年（昭和16年）11月6日 - 1945年（昭和20）1月29日[4]

## 部隊編成
1941年（昭和16年）12月当時:
東部軍司令部
第52師団
留守近衛師団
留守第2師団
留守第52師団
第61独立歩兵団
第62独立歩兵団
東部軍砲兵隊
東部軍防空旅団
東京湾要塞
父島要塞